# Kronkolonie
Eine Kronkolonie ist eine von einem Gouverneur kontrollierte koloniale Region, in der Gesetzgebung von einer Kolonialmacht getätigt worden ist. Der Begriff „Kronkolonie“ unterstreicht die enge Bindung einer Kolonie an die jeweilige Kolonialmacht. Im Gegensatz dazu stehen die Besitzungen, die entweder einem hohen Selbstverwaltungsstatus unterliegen oder die direkt von einer Handelskompanie bzw. Kolonialgesellschaft verwaltet wurden.

## Beispiele
Der Begriff findet sich bei folgenden heutigen und ehemaligen Kolonialmächten und mit folgenden Beispielen:

### Frankreich
- Mauritius

### Deutsches Reich
- als Kronschutzgebiete gegründet:
  - Deutsch-Samoa
  - Deutsch-Westafrika (Kamerun und Togo)
  - Kiautschou (Pachtgebiet)
- anfangs Gesellschafts- später Kronschutzgebiete:
  - Deutsch-Neuguinea
  - Deutsch-Ostafrika
  - Deutsch-Südwestafrika